# Virus de la grippe A (H5N2)
Espèce
Classification phylogénétique
- Espèce : virus de la grippe A
  - sous-type H1N1
  - sous-type H1N2
  - sous-type H2N2
  - sous-type H2N3
  - sous-type H3N1
  - sous-type H3N2
  - sous-type H3N8
  - sous-type H5N1
  - sous-type H5N2
  - sous-type H5N3
  - sous-type H5N6
  - sous-type H5N8
  - sous-type H5N9
  - sous-type H6N1
  - sous-type H6N2
  - sous-type H7N1
  - sous-type H7N2
  - sous-type H7N3
  - sous-type H7N4
  - sous-type H7N7
  - sous-type H7N9
  - sous-type H9N2
  - sous-type H10N7

Le sous-type H5N2 du virus de la grippe A fait référence aux types de deux antigènes présents à la surface du virus : l'hémagglutinine de type 5 et la neuraminidase de type 2. Le virus de la grippe A est un virus à ARN monocaténaire de polarité négative à génome segmenté (8 segments) qui appartient au genre Alphainfluenzavirus de la famille des Orthomyxoviridae. Le sous-type H5N2 présente certaines variantes hautement pathogènes chez l'oiseau. Il fait donc l'objet d'une attention particulière, notamment depuis 2014 en raison d'une vague d'épidémies zoonotiques dans les élevages de volailles d'Amérique du Nord.

## Risques et enjeux
Ce virus est suivi avec attention par l'OIE et l'OMS car :
- Une vague épidémique due à des souches de H5N2 (et dans quelques cas de H5N8) touche en 2014-2015 un nombre croissant d'élevages dans plusieurs États d'Amérique du Nord[2]. La première détection date du 19 décembre 2014, et à la 174e déclaration confirmée par le "National Veterinary Services Laboratories" de l'USDA (le 19/05/2015) cette épidémie zoonotique avait déjà causé la maladie ou la perte (par mort ou euthanasie) de 38946573 oiseaux d'élevage (Dindes et poulets)[2]. Plusieurs faucons captifs ont aussi été touchés, dans quatre États différents. Selon l'USDA, le virus H5N8 concerné est originaire d'Asie et s'est rapidement propagé le long des voies migratoires d'oiseaux sauvages au en 2014, dont par la voie migratoire du Pacifique où il se serait en Amérique du Nord recombiné (mélangé) avec d'autres virus de la grippe aviaire en créant de nouveaux virus d'origine mixte, ce qui n'était pas inattendu[2]. Ces virus H5 d'origine mixte contiennent des éléments viraux originaires d'Asie, qui sont hautement pathogène pour les volailles, alors que leurs parties N (neuraminidase) provenaient de virus nord-américains faiblement pathogènes de la grippe aviaire[2]. L'USDA a trouvé 2 virus d'origine mixte dans la voie migratoire du Pacifique : le virus H5N2 et un nouveau variant du H5N1 (différent de celui qui en Asie peut infecter l'Homme[2]. Mi mai 2015, les CDCs estiment que le risque pour les personnes de développer une grippe symptomatique est faible[2]. Le 21 mai 2015, l'analyse détaillée de ces souches virale est en cours en collaboration avec les CDC[2].

- proche du virus H5N1, il est utilisé pour la production de vaccins vétérinaires, mais il risque de se recombiner avec une souche de H5N1 hautement pathogène chez l'homme ;
- Il peut être responsable de zoonoses graves ; on a notamment observé le passage de ce virus aviaire d'oiseaux aquatiques sauvages à des oiseaux domestiques (poulets) au Mexique de ce virus A (H5N2), avec des infections d'abord non ou peu pathogènes à des flambées zoo-épidémiques hautement pathogènes.
- Ce sous-type infecte une grande variété d'oiseaux, dont domestiqués (poulets, canards, dindes, faucons, et autruches). Les oiseaux affectés ne semblent généralement pas malade (porteurs sains), et la maladie est souvent bénigne, mais certains variants de ce sous-type viral (probablement recombinés) sont hautement pathogènes, et des flambées de H5N2 apparaissent périodiquement dans les filières industrielles, conduisant à un abattage sanitaire de milliers d'oiseaux dans les élevages concernés.
- Il semble que les personnes travaillant en proximité de volailles ou oiseaux puissent être infectés par le virus, mais à ce jour souvent sans effets notables sur leur santé. Même des personnes exposées à un variant hautement pathogène de H5N2 ayant tué de nombreux poussins d'autruche en Afrique du Sud ne semblent avoir développé qu'une conjonctivite ou des symptômes respiratoires bénins. Il n'y a aucune preuve à ce jour de propagation d'homme à homme du virus H5N2.
- des indices de contamination via le transport par l'air existent : Dans le Minnesota, des virus H5N2 ont ainsi été trouvés dans des échantillons d'air prélevés dans et autour de poulaillers infectés[3].
- En août 2016, l'USDA a confirmé la présence d'une souche hautement pathogène chez un colvert sauvage (qui peut être porteur sain) en Alaska. Depuis juin 2015, aucune souche HP n'avait été observée aux États-Unis chez les oiseaux sauvages ou domestiques[4].
- En Octobre 2017, le Ministère de l'Agriculture Dominicain annonce qu'un virus H5N2 a été découvert dans un élevage de poulets à Moca, dans la province d'Espaillat, une zone située à 150 km de la capitale et comprenant de nombreux élevages aviaires[5].

- Un premier décès dû au H5N2 le 23 mai 2024 confirmé par l'OMS.

## Risques pour l'Homme
Ils sont encore controversés.
Le premier rapport suspectant une infection par le H5N2 chez l'homme a été publié au Japon en 2005, après une grande épidémie aviaire H5N2 chez des volailles (poulets) dans la préfecture d'Ibaraki ; la séropositivité de travailleurs d'élevages touchés par l'épidémie a été signalée. Yamazaki et al. après une enquête sérologique chez ces employés a montré que cette séropositivité était associée de façon significative avec l'âge. Une observation similaire a été faite par Ogata et al. Mais ces infections semblent avoir été asymptomatiques,.
Pour Yamazaki et al. cela pourrait être le premier signe d'infection humaine, mais Ogata et al. pensent que «l'histoire de la vaccination contre la grippe saisonnière pourrait être associée à la présence d'anticorps neutralisants H5N2". Yamazaki et al. estiment que l'administration d'oseltamivir pourrait aussi altérer le résultat du test immunologique.
D'autres études ont conclu à une possible association entre une séropositivité chez des êtres humains et certaines caractéristiques cliniques telles que la conjonctivite,.
En 2013 au Nigeria, Okoye et al. détectent une séropositivité chez les agriculteurs/éleveurs exposés aux animaux et évoquent une transmission occasionnelle du virus aux humains».
Le premier décès dû au H5N2, un homme de 59 ans, a été confirmé le 23 mai 2024 au Mexique par l'OMS.
La source de l'exposition au virus reste cependant inconnue.
Une infection croisée par le H5N2 entre oiseaux et mammifères a été confirmée pour le porc. L'hypothèse de réassortiments génétiques aboutissant à un virus H5N2 très virulente ou très pathogène pour l'être humains a aussi été proposée ; c'est pourquoi ce virus fait l'objet d'une certaine attention de l'OMS et d et de l'OIE.

## Vaccin vétérinaire
Un vaccin nommé Nobilis Influenza H5N2 contenant une forme inactivée du virus H5N2 a été autorisé en Europe (en septembre 2006). Parce qu'il est basé sur les protéines de surface caractéristiques des virus "H5", il protège les oiseaux contre les virus H5N1 (protection croisée), tout en permettant de les différencier des oiseaux infectés par le H5N1. Les volailles vaccinées peuvent être différenciés de celles qui sont infectées par le H5N1 par un test détectant les anticorps spécifiques de la composante « N2 ». Ce vaccin a été testé sur des dindes, canards et faisans (en voie sous-cutanée ou intramusculaire).
L'autorisation de mise sur le marché :

Elle vaut pour l’Union Européenne et a été déclarée à Intervet International BV, le 01/09/2006.
Le Comité des médicaments à usage vétérinaire (CVMP) a produit pour ce vaccin des recommandations quant aux conditions de son utilisation.
Ce vaccin n'est autorisé que dans le cadre d’un programme national approuvé par les autorités vétérinaires nationales, en consultation avec la Commission européenne, car toute vaccination si elle peut freiner la maladie et sa propagation géographique complique aussi fortement la surveillance épidémiologique des maladies (un animal vacciné devient positif lors des tests).
Aussi efficace en injection sous-cutanée qu'en intramusculaire, il est principalement destiné à la poule chez laquelle il réduit les symptômes et le nombre de virus excrétés. Il semble efficace chez beaucoup d'autres espèces d'oiseaux.
Ayant été évalué dans un contexte d’urgence et en des «circonstances exceptionnelles» (cf. risque pandémique lié au H5N1), des études complémentaires sont nécessaires et en cours fin 2006.Elles seront étudiées par l'Agence européenne des médicaments (EMEA).
L'adjuvant (huile minérale) peut provoquer un gonflement au point d'injection, qui dure jusqu'à 14 jours, jugé sans danger pour le consommateur de la viande.